# Сарбаев, Кадырбек Тельманович
Кадырбек Тельманович Сарбаев (кирг. Кадырбек Тельманович Сарбаев; род. 9 декабря 1966, Фрунзе, Киргизская ССР, СССР) — кыргызский государственный деятель и дипломат. Министр иностранных дел Кыргызской Республики (2009—2010). Чрезвычайный и полномочный посол.

## Биография
Родился 9 декабря 1966 года в городе Фрунзе, в столице Киргизской ССР.
Окончил Дальневосточный государственный университет, г. Владивосток (1992). Владеет кыргызским, русским, китайским и английским языками.
Трудовую деятельность начал в 1992 году в качестве атташе Министерства иностранных дел КР.
- 1993—1996 — третий секретарь, второй секретарь Посольства Кыргызской Республики в КНР.
- 1996—1997 — первый секретарь Министерства иностранных дел КР.
- 1997—1999 — начальник Консульского управления Министерства иностранных дел КР.
- 1999—2001 — советник Посольства Кыргызской Республике в ФРГ (город Берлин).
- 2001—2003 — советник Посольства Кыргызской Республики в КНР (город Пекин).
- 2003 — март 2004 — начальник управления восточных стран Министерства иностранных дел КР.
- март 2004 — 29 апреля 2005 — национальный координатор ШОС от Кыргызской Республики МИД КР.
- 29 апреля 2005 — 24 июля 2007 — заместитель министра иностранных дел КР — национальный координатор Шанхайской организации сотрудничества от КР.
- 24 июля 2007 — 23 января 2009 — чрезвычайный и полномочный посол Кыргызской Республики в Китайской Народной Республике, а также (по совместительству) в Республике Сингапур и Монголии.
- С 26 января 2009 года — министр иностранных дел КР.
- 26 октября 2009 — апрель 2010 — государственный министр иностранных дел КР[2]. (В 2009 году в Кыргызстане впервые была учреждена должность Государственного министра иностранных дел, которая не входила в состав кабинета министров и подчинялась напрямую президенту страны. Это сопровождалось созданием отдельного департамента, что значительно усилило стратегическую роль внешнеполитического ведомства. Структура и функции новой должности напоминали аналог госсекретаря в международной практике, предоставляя внешней политике страны новое измерение влияния. Это был первый и последний глава иностранного ведомства с такими функциями[3]).
- 2015—2016 — советник по внешнеэкономическим вопросам, Кыргызский союз промышленников и предпринимателей (КСПП).
- 2019—2023 — преподаватель и эксперт, Дипломатическая академия Министерства иностранных дел Кыргызской Республики им. Казы Дикамбаева[4][5].
- 2023—2024 — директор Центра анализа международных отношений (ЦАМО), Дипломатическая академия Министерства иностранных дел Кыргызской Республики[6].

Имеет дипломатический ранг чрезвычайного и полномочного посла.

## Личная жизнь
Женат, воспитывает четверых детей.

## Награды
- Именные часы от имени Премьер-министра Кыргызской Республики (21 декабря 2009 года) — за многолетнюю работу на государственной службе[7]